# 홋타 다이키
홋타 다이키(일본어: 堀田 大暉, 1994년 10월 5일~)는 일본의 축구 선수이다.

## 구단 경력
그는 2017년 J3리그의 후쿠시마 유나이티드 FC에 입단했다. 2019년까지 59경기에 출전. 2020년 J1리그의 쇼난 벨마레로 이적했다. 2022년 4월 J2리그의 파지아노 오카야마로 이적했다. 2024년까지 60경기에 출전. 2025년 베갈타 센다이로 이적했다.